# Đorđe
Đorđe ist ein männlicher Vorname. Transliteriert ist die Schreibweise Djordje gültig.

## Varianten
- Đuro
- weitere Varianten unter Georg

## Bedeutung und Herkunft
Đorđe ist eine serbische Form des Vornamens Georg.

## Namenstag
Der 23. April ist der Namenstag von Georg. Auf Grund der Differenzen zwischen dem Gregorianischen Kalender und dem julianischen Kalender fällt der Namenstag von Đorđe aktuell 13 Tage später, jedoch auch am 23. April nach julianischem Kalender aus.

## Bekannte Namensträger
- Đorđe Andrejević Kun (1904–1964), jugoslawischer Maler und Grafiker
- Đorđe Balašević (1953–2021), jugoslawisch-serbischer Liedermacher
- Đorđe Branković (1645–1711), siebenbürgischer Gesandter und Graf
- Đorđe Despotović (* 1992), serbischer Fußballspieler
- Đorđe Đoković (* 1995), serbischer Tennisspieler
- Đorđe Gagić (* 1990), serbischer Basketballspieler
- Đorđe Ilić (* 1994), serbischer Volleyballspieler
- Đorđe Ivelja (* 1984), serbischer Fußballspieler
- Đorđe Lavrnić (1946–2010), jugoslawischer Handballspieler
- Đorđe Marjanović (1931–2021), jugoslawischer Sänger
- Đorđe Milić (* 1943), jugoslawischer Fußballspieler und -trainer
- Đorđe Milosavljević (* 1969), serbischer Drehbuchautor, Schriftsteller, Dramatiker, Comicautor und Filmregisseur
- Đorđe Nenadović (1935–2019), jugoslawischer Schauspieler
- Đorđe Pantić (* 1980), serbischer Fußballtorhüter
- Đorđe Pavlić (1938–2015), jugoslawischer Fußballspieler
- Đorđe Petrović (* 1991), bosnisch-herzegowinischer Biathlet
- Đorđe Rakić (* 1985), serbischer Fußballspieler
- Đorđe Smičiklas (1815–1881), kroatischer griechisch-katholischer Bischof
- Đorđe Tomić (* 1972), jugoslawischer Fußballspieler
- Đorđe Višacki (* 1975), serbischer Ruderer
- Đorđe Vojisavljević, König von Dioklitien im 12. Jahrhundert
- Đorđe Vujadinović (1909–1990), jugoslawischer Fußballspieler

## Sonstiges
- Sveti Đorđe, Insel in der Bucht von Kotor (Montenegro)

- Karađorđe (~1762–1817), Anführer des ersten serbischen Aufstandes gegen die Osmanen
- Als Nachname: Đorđević